# 7ª Squadriglia da ricognizione e combattimento
La 7ª Squadriglia da ricognizione e combattimento del Servizio Aeronautico del Regio Esercito fu costituita con aerei Nieuport.

## Storia
La 7ª Squadriglia Nieuport di Pordenone inquadrata nel II Gruppo (poi 2º Gruppo) si sposta il 20 maggio 1915 all'Aeroporto di Udine-Campoformido comandata all'inizio della guerra dal Capitano Armando Armani che dal 1927 al 1928 sarà il Capo di stato maggiore dell'Aeronautica Militare, altri 3 piloti tra cui il Cap. Domenico Mondelli, un osservatore e 6 Nieuport IVM.
Il 5 giugno un Ni bombarda Prvačina, il 7 Mondelli colpisce Britof di Kranj ed il 13 un Ni lancia bombe e freccette su accampamenti ad est di Gorizia.
Il 28 giugno il reparto si trasferisce a Pasian del Monte e poi torna a Campoformido.
Il 15 luglio attaccano il cimitero di Gorizia ed il 17 luglio avviene il lancio di frecce su accampamenti di Ranziano.
Il 17 agosto l'unità viene sciolta per la vetustà dei velivoli che avevano svolto 27 ricognizioni fino al 31 luglio.
Ai primi di agosto nasce all'Aeroporto di Aviano una nuova 7ª Squadriglia Voisin ed il 28 agosto si mobilita a Santa Maria la Longa inquadrata nel I Gruppo comandata dal Cap. Ercole Capuzzo, altri 4 piloti e 6 Voisin III con motore Salmson B.9 da 140 hp per la 3ª Armata (Regio Esercito).
Il 7 ottobre 3 aerei partecipano al bombardamento di Kostanjevica na Krasu sul comando dell'arciduca Giuseppe Augusto d'Asburgo-Lorena ed in novembre riceve 2 Farman e 3 Voisin con motore Isotta Fraschini V.4 150 hp eliminando entro dicembre i Voisin Salmson 140 hp.
Al 1º dicembre diventa 7ª Squadriglia da ricognizione e combattimento.
Il 9 gennaio 1916 arrivano altri 4 piloti tra cui il Sottotenente Guido Masiero, il 28 febbraio altri 2 piloti tra cui il Caporale Flavio Torello Baracchini, il 10 marzo un altro pilota ed il 23 marzo il comando passa al Cap. osservatore Ruggero Ubertalli.
Il 9 aprile, durante una spedizione di ricognizione in territorio austro-ungarico, il motore del Voisin dell'aspirante Baracchini si spegne e riesce ad atterrare a Lucinico dove l'aereo viene distrutto dal fuoco austriaco. In una lettera alla madre del 12 luglio 1916, Baracchini racconta: «Volavamo a 2 800 metri. Il nostro fronte, e cioè la salvezza, era al di là dell'Isonzo, vale a dire a circa 18 chilometri. E mi domandavo assillato dall'ansia: – Arriverò a superare questa distanza a motore spento?» e ancora: «I colpi dei cecchini bucavano le ali ma non colpivano nessun punto vitale dell'apparecchio. Intanto io, fra il miagolio della mitraglia, con uno sforzo supremo, portavo l'apparecchio sull'altra sponda dell'Isonzo. Non vi pare l'abbia scampata bella? Appena a terra fra i reticolati, io e l'osservatore balzammo dalla carlinga ed entrammo in trincea: era tempo!»
Il 15 aprile, quando disponeva di 8 piloti tra cui l'aspirante Baracchini e 6 osservatori, nel cambio dei nomi di tutte le squadriglie diventa 26ª Squadriglia.